# Родийиттербий
Родийиттербий — бинарное неорганическое соединение
иттербия и родия
с формулой RhYb,
серые кристаллы.

## Получение
- Спекание стехиометрических количеств чистых веществ:

{\displaystyle {\mathsf {Yb+Rh\ {\xrightarrow {1500^{o}C}}\ RhYb}}}

## Физические свойства
Родийиттербий образует кристаллы
кубической сингонии,
пространственная группа P m3m,
параметры ячейки a = 0,3347 нм, Z = 1,
структура типа хлорида цезия CsCl
.
Соединение разлагается при температуре >1500°С
.